# Pravoševo
Pravoševo (cyr. Правошево) – wieś w Serbii, w okręgu zlatiborskim, w gminie Prijepolje. W 2011 roku liczyła 48 mieszkańców.